# Platyleon froggatti
Platyleon froggatti är en insektsart som beskrevs av Peter Esben-Petersen 1923. 
Platyleon froggatti ingår i släktet Platyleon och familjen myrlejonsländor. Inga underarter finns listade i Catalogue of Life.